# Якименко Олександр Григорович
Олекса́ндр Григо́рович Яки́менко (нар. 22 грудня 1964, Кейла, Естонська РСР) — проросійський політик, екс-глава СБУ (2013–2014). Підозрюваний у державній зраді і злочинах проти людства під час подій Євромайдану. Колаборант із Росією. Переховується в Росії, рішенням РНБОУ від 26.02.2021 позбавлений військового звання та державної нагороди. 2023 року позбавлений українського громадянства.

## Життєпис
Одружений, має доньку.
Закінчив Єйське вище військове авіаційне училище льотчиків. Після випуску служив у Монголії (Чойбалсан), потім у Криму (Гвардійське): 1991—1998 — служба в частинах ВПС ЧФ (подвійного підпорядкування Росія, Україна). У 1997 закінчив російську Військово-повітряну академію ім. Гагаріна.
З лав збройних сил Росії звільнився в 1998. Біографічна довідка, наведена на сайті СБУ, не містить відомостей про набуття українського громадянства.
1998—1999 — працівник воєнізованої охорони Донецької ДАК «Донбас — Східні авіалінії України».
1999—2007 — служба на оперативних та керівних посадах в СБУ. Які саме посади обіймав Якименко протягом 8 років, у біографічній довідці, наведеній на сайті СБУ, не вказано. Ексголова СБУ Валентин Наливайченко заперечує відомості про роботу Якименка на керівних посадах у СБУ.
2007—2008 — спеціаліст управління внутрішньої безпеки корпорації «Міжрегіональний промисловий союз», місто Донецьк, власником якої на 99 % є компанія «Лемтранс».
2008—2010 — працював на тимчасових роботах без укладення трудових угод. На кого саме і ким працював Якименко протягом 2 років, у біографічній довідці, наведеній на сайті СБУ, не вказано.
З 17 березня 2010 року до 5 серпня 2011 року — начальник Управління СБУ у Севастополі.
24 березня 2011 року присвоєно військове звання генерал-майор, якого 2021 року позбавлений.
З 5 серпня 2011 року до 5 липня 2012 року — начальник Управління Служби безпеки України в Донецькій області.
З 5 липня 2012 року до 9 січня 2013 року — перший заступник Голови Служби безпеки України — начальник Головного управління по боротьбі з корупцією та організованою злочинністю Центрального управління Служби безпеки України.
9 січня 2013 року призначений Головою Служби безпеки України. Указ про призначення підписано без дотримання процедур: узгодження у профільних парламентських комітетах, представлення Парламенту офіційної біографії, подання декларації про доходи.
18 січня 2013 року затверджений у складі Ради національної безпеки і оборони України.
26 лютого 2021 рішенням Ради національної безпеки і оборони України позбавлений військового звання, а також державної нагороди через державну зраду та участь в анексії Криму.
7 лютого 2023 СБУ оголосила підозру Олександру Якименку, який з 2014 року переховувався в Росії. Тепер він ще й очолив контрольовану РФ «Державну службу безпеки в Херсонській області». СБУ стверджує, що під час окупації Херсона Якименко дав вказівку захопити один з офісів у центрі міста. Там росіяни у підвалі облаштували катівню, до якої звозили незаконно затриманих громадян. Слідчі встановили, що до лав свого окупаційного відомства Якименко особисто залучив ще вісьмох людей, які брали безпосередню участь у катуваннях мирних жителів. Після звільнення Херсона «посадовець» разом зі спільниками втік на лівий берег Дніпра і зараз переховується там.

## Євромайдан
19 лютого 2014 року Голова СБУ Якименко на сайті СБУ заявив, що СБУ спільно з Антитерористичним центром розпочинають «антитерористичну операцію» на території України. До операції залучені СБУ, МВС, Міноборони, Прикордонна служба, та центральні і місцеві органи влади.
Пізніше пресслужба на сайті СБУ замінила слова «прийнято рішення про початок проведення» на «прийнято рішення про початок підготовки до проведення». Тим не менш, 20 лютого 2014 року на вулиці Києва вийшли снайпери і спецназ. На Майдані — десятки застрелених, опубліковано відео, яке свідчить про застосування силовиками автоматів і ведення вогню снайперами.
23 лютого 2014 року уповноважений ВР з контролю за діяльністю СБУ Валентин Наливайченко заявив, що керівництво Служби безпеки України самоусунулось від виконання обов'язків і не виходить на зв'язок:
|  | [...]в керівництві Служби безпеки немає голови, немає перших заступників, немає керівників, а на робочому місці єдиний заступник голови СБУ, котрий знаходиться в будівлі СБУ; [...]голова СБУ та його заступники відключили телефони, самовільно залишили місце несення військової служби, управління всі від Криму до Донецька і Чернігова залишились без керівництва, без планів захисту ядерних об'єктів в нашій державі, об'єктів масових зібрань наших громадян і, я вже не кажу про дитячі садки, школи та все інше. |

24 лютого 2014 звільнений Верховною Радою України з посади Голови Служби безпеки України.
25 лютого 2014 року Верховна Рада звернулася до міжнародного трибуналу щодо встановлення винних в скоєнні злочинів проти людяності та притягнення до кримінальної відповідальності, в переліку фігурує і Якименко. Підозрюється також у державній зраді і шпигунстві на користь Російської Федерації.

## Блокування рахунків в ЄС

Країни, де Якименко під санкціями

5 березня Рада ЄС ухвалила блокування коштів Януковича, його синів Олександра і Віктора, експрем'єра Миколи Азарова і його сина Олексія, братів Андрія і Сергія Клюєвих, ексгенпрокурора Віктора Пшонки та його сина Артема, бізнесмена Сергія Курченка — загалом 17 осіб з числа колишніх урядовців та наближених до експрезидента Януковича, які підозрюються в незаконному використанні бюджетних коштів. Ексголова СБУ Олександр Якименко також ввійшов у цей список.
У червні 2024 року Канада ввела економічні санкції проти соратників Януковича, зокрема, проти Якименка.

## Підтримка терористів
25 травня 2014 у ході спецоперації СБУ затримано трьох українців, серед яких брат самопроголошеного голови Маріуполя тричі судимий Денис Кузьменко. Вони планували терористичні акції в Бердянську і Миколаєві. За даними СБУ, одним з організаторів незаконного постачання з окупованого Криму зброї та вибухівки, яку виявили і вилучили в Бердянську (73 ящики з озброєнням — 88 автоматів АК-74, 5 кулеметів РПК-74, 3 кулемети ПКМ, 24 гранатомети РПГ-22, 918 гранат РГД, 20 880 набоїв) є колишній голова СБУ Олександр Якименко. Його розшукують тепер ще й за допомогу терористичним організаціям.

## Санкції
26 лютого 2021 року  доданий до персональних санкцій України.
Відповідно до рішення РНБО України від 22 листопада 2024 року "Про застосування та скасування персональних спеціальних економічних та інших обмежувальних заходів (санкцій)", введеного в дію Указом Президента України від 22 листопада 2024 року № 779/2024 позбавлений всіх державних нагород України.

## Нагороди
- 26 лютого 2021 року рішенням РНБО «Про застосування персональних спеціальних економічних та інших обмежувальних заходів (санкцій)» безстроково позбавлений державних нагород України, інших форм відзначення[34], серед них ордена Богдана Хмельницького III ст., яким був відзначений 2012 р. за значний особистий внесок у підготовку і проведення в Україні фінальної частини чемпіонату Європи 2012 року з футболу, успішну реалізацію інфраструктурних проектів, забезпечення правопорядку і громадської безпеки під час турніру, піднесення міжнародного авторитету Української держави, високий професіоналізм[35];
- Медалі СРСР;
- Медалі України.(позбавлений)